# Kuala Lumpur
Kuala Lumpur is een federaal territorium en de hoofdstad van Maleisië en ligt in het westen van West-Maleisië. De stad zelf heeft 2 miljoen inwoners. De agglomeratie Groot-Kuala Lumpur, ook bekend als Klang Valley, heeft 9 miljoen inwoners.
De stad kenmerkt zich door een grote diversiteit aan stedelijke bebouwing; van oude koloniale bebouwing, Chinatown en Little India tot de moderne en vooral hoge gebouwen die sinds de jaren negentig van de twintigste eeuw het stadsaanzicht bepalen. Het vormt een apart federaal territorium binnen Maleisië.

## Geschiedenis
"Kuala Lumpur" betekent zoveel als "modderige samenloop van rivieren" en vormt een zogenaamde Rode Delta. De aanwezigheid van tin nabij de samenkomst van de rivieren Gombak en Kelang was rond 1860 aanleiding voor het opzetten van een nederzetting. Al snel groeide Kuala Lumpur uit tot een smeltkroes van Aziatische culturen en in 1896 werd de amper veertig jaar oude stad uitgeroepen tot hoofdstad van de opgerichte Gefedereerde Malay Staten. Tussen 1913 en 1957 stond de stad, net als de rest van het land, onder Brits bestuur. Overblijfselen uit dit koloniale tijdperk zijn nog overal te vinden.
Maleisië is een federatie van sultanaten en Kuala Lumpur bevindt zich in de "Federal Territory", de federale hoofdprovincie. De stad groeit en ontwikkelt zich in hoog tempo. Volgens de planning zal de hoogbouw in de binnenstad in 2020 zijn voltooid.

## Gebouwen
De bekendste gebouwen van Kuala Lumpur zijn de Petronas Twin Towers. Met hun 452 meter waren zij enige tijd, van 1998 tot 2003, de hoogste gebouwen ter wereld (Burj Khalifa is sinds 2007 het hoogste gebouw ter wereld). Onder de torens bevindt zich de luxe shopping mall Suria KLCC, een concertzaal en een metrostation. Naast deze twee torens is er verspreid over de stad nog veel andere hoogbouw te vinden. Zo werd in 2019 de The Exchange 106 in gebruik genomen. Een belangrijke toeristische attractie is de "Menara KL" (KL-Toren), een 421 meter hoge televisietoren. De spits van deze toren steekt boven die van de Petronas Towers uit, omdat de Menara KL op een heuvel, Bukit Nanas, is gelegen. Naast alle moderne gebouwen zijn er in het centrum ook nog veel gebouwen uit de koloniale tijd te vinden. In de buitenwijken is echter niet zoveel hoogbouw.
Er zijn ook diverse winkelcentra in Kuala Lumpur. De meest toonaangevende shopping malls zijn Suria KLCC onder de Twin Towers en het van daar uit via een luchtbrug bereikbare nabijgelegen Pavilion, gelegen aan de Bukit Bintang. Sommige winkelcentra in Kuala Lumpur hebben ook luxere faciliteiten als een ijsbaan, achtbaan et cetera.

## Bezienswaardigheden
- Petaling Street (China Town)
- Petronas Twin Towers
- KL toren
- The Exchange 106
- Batu Caves
- Central Market

## Verkeer en vervoer
Net als veel andere Aziatische steden wordt Kuala Lumpur gedomineerd door gemotoriseerd verkeer. Auto's en brommers krijgen ruim baan, hoewel opstoppingen aan de orde van de dag zijn. In de jaren negentig van de twintigste eeuw is veel geld geïnvesteerd in de bereikbaarheid van de stad. Ter vervanging van het in de stad gelegen vliegveld werd zo'n zeventig kilometer buiten Kuala Lumpur het nieuwe "Kuala Lumpur International Airport Sepang" gebouwd. Ook het openbaar vervoer kreeg een impuls. Drie metrolijnen werden aangelegd, elk met een eigen exploitant en kenmerken. Later kwamen deze in handen van de overheid.
- Ampang-lijn (voorheen, STAR): De meest conventionele van de drie lijnen; een "gewone" metrolijn die helemaal bovengronds loopt. Grote delen lopen over viaducten. De lijn heeft twee zijtakken.
- Kelana Jaya-lijn (voorheen, PUTRA): De metro's op deze lijn worden door magneetkracht aangedreven en hebben geen bestuurders. De lijn loopt grotendeels over viaducten. Een gedeelte in het centrum loopt ondergronds.
- KL Monorail: een geheel op een viaduct gelegen monorail.

Vanaf het centraal station rijden regionale treinen in diverse richtingen. Internationale treinen rijden naar Singapore en Thailand.
Inmiddels is er ook een metrostation onder de nieuwe shoppingmall Suria KLCC onder de Twin Towers, onder andere met een directe lijn naar het vliegveld Sepang.
Sinds 2010 zijn er bovengrondse voetgangersviaducten in het centrum, 'pedestrian bridge' of 'sky bridge' genaamd, die lopen vanaf de Twin Towers en het nieuwe congrescentrum naar de nieuwe shopping mall Pavilion. Ze zijn veelal overdekt en airconditioned, beveiligd met camera's en bewaakt door bewakers, via roltrappen bereikbaar, en geopend tot 23.00 uur. Ze geven aansluiting op diverse gebouwen.
In 2013 is men op diverse grote wegen begonnen met de aanleg van overdekkingen van trottoirs ter bescherming tegen de zon en regen.
De stad kent geen parkeerproblemen, omdat onder elk nieuw gebouw openbare, dan wel particuliere parkeergarages zijn voorzien.

## Sport
Circa 80 km van Kuala Lumpur ligt het voormalige Formule 1-circuit Sepang International Circuit.

## Partnersteden
- Isfahan (Iran)

## Geboren in Kuala Lumpur
- Jenny Seagrove (1957), Brits actrice
- Wendy Hoopes (1972), Maleisisch-Amerikaans actrice
- Muhammad Akmal Nor Hasrin (1995), boogschutter